# こまち (列車)
こまちは、東日本旅客鉄道（JR東日本）が主に東京駅 - 秋田駅間を秋田新幹線（東北新幹線・田沢湖線・奥羽本線）経由で運行している特別急行列車の愛称である。
本稿では、2013年3月16日から2014年3月15日にかけて運転された「スーパーこまち」についても記述する。

## 概要
「こまち」は、山形新幹線「つばさ」に次ぐ2番目のミニ新幹線方式の列車として、1997年3月に秋田新幹線の開業より運転を開始した。東京都と秋田県を結ぶ役割を担っている。東北新幹線区間はE5系「はやぶさ」と併結して運用され、盛岡駅で増解結を実施する。現在は全ての列車でE6系が使用されている。
東京駅 - 盛岡駅間は東北新幹線を走行し、盛岡駅 - 秋田駅間は在来線の田沢湖線・奥羽本線を直通して走行する。なお、営業上は在来線である盛岡駅 - 秋田駅間は在来線特急の扱いを受ける。新幹線区間の最高速度は320 km/h、在来線区間は130 km/hである。田沢湖線と奥羽本線の境界駅である大曲駅では配線の都合によりスイッチバックを行う。

### 列車名の由来
列車名は一般公募の結果、63,075通の応募があった7,948種類の中から、秋田を連想させ好感があることから第1位の得票数3832票を獲得した「こまち」が選ばれ、1996年7月30日に発表された（2位は「おばこ」、3位は「たざわ」）。秋田県湯沢市小野出身とされる小野小町が由来とされている。運転開始までは「こまち」の名称は秋田支社のジョイフルトレインが使用していたが、こちらは「おばこ」に改名した。
なお、E6系電車が営業運転に投入された2013年3月16日から、秋田新幹線の全列車がE6系に統一となった2014年3月15日の間は、同系列を使用し東北新幹線内で最高速度300 km/h運転を実施する列車を「スーパーこまち」として区別した。なお、新幹線で「スーパー」を列車名に冠した例は2025年現在、当列車が唯一である。

## 運行概況
2025年3月15日改正時点で、定期列車は東京駅 - 秋田駅間に15往復、仙台駅 - 秋田駅間に1往復の計16往復が運転されている。東京駅 - 秋田駅間の所要時間は最短で3時間37分。東北新幹線上では最高320 km/h、在来線となる田沢湖線・奥羽本線上では最高130 km/hで走行する。
定期列車は東京駅・仙台駅 - 盛岡駅間は「はやぶさ」と併結し、盛岡駅で増解結を実施する。一部の臨時列車には仙台で増解結を実施するものがある。これは併結車両の「はやぶさ」が仙台以北各駅停車となる便であるため、「こまち」を仙台から先行させ速達性を確保する措置である。
2021年11月8日以降、上り1本（6号）が「はやぶさ」と連結せず、東京まで全区間7両で「こまち」単独運行する列車が設定された。なお、この列車は2022年のダイヤ改正で正式に単独運転となったが、2024年（令和6年）3月16日改正時点では盛岡から「はやぶさ6号」と併結運転を行っている。

### 停車駅
| 号数     | 運行 本数 | 運行 本数 | 東京駅 | 上野駅 | 大宮駅 | …  | 仙台駅 | 古川駅 | くりこま高原駅 | 一ノ関駅 | 水沢江刺駅 | 北上駅 | 新花巻駅 | 盛岡駅 | 雫石駅 | 田沢湖駅 | 角館駅 | 大曲駅 | 秋田駅 | 備考 |
| 号数     | 下り      | 上り      | 東京駅 | 上野駅 | 大宮駅 | …  | 仙台駅 | 古川駅 | くりこま高原駅 | 一ノ関駅 | 水沢江刺駅 | 北上駅 | 新花巻駅 | 盛岡駅 | 雫石駅 | 田沢湖駅 | 角館駅 | 大曲駅 | 秋田駅 | 備考 |
| -------- | --------- | --------- | ------ | ------ | ------ | -- | ------ | ------ | -------------- | -------- | ---------- | ------ | -------- | ------ | ------ | -------- | ------ | ------ | ------ | ---- |
| 1 - 48号 | -         | 1         | ●      | ←      | ●      | ←  | ●      | ←      | ←              | ←        | ←          | ←      | ←        | ●      | ←      | ←        | ←      | ●      | ●      | 6号  |
| 1 - 48号 | 1         | -         | ●      | ●      | ●      | →  | ●      | →      | →              | →        | →          | →      | →        | ●      | →      | →        | →      | ●      | ●      | 41号 |
| 1 - 48号 | 10        | 10        | ●      | ●      | ●      | － | ●      | －     | －             | －       | －         | －     | －       | ●      | －     | ●        | ●      | ●      | ●      |      |
| 1 - 48号 | 4         | 4         | ●      | ●      | ●      | － | ●      | －     | －             | －       | －         | －     | －       | ●      | ●      | ●        | ●      | ●      | ●      |      |
| 95・96号 | 1         | 1         |        |        |        |    | ●      | ●      | ●              | ●        | ●          | ●      | ●        | ●      | －     | ●        | ●      | ●      | ●      |      |

- ●：停車
- － ← →：通過
- 号数は併結する「はやぶさ」と同じ。
- 大宮駅と仙台駅の間にある「…」で括った小山駅、宇都宮駅、那須塩原駅、新白河駅、郡山駅、福島駅、白石蔵王駅の7駅は全列車が通過。
- 2002年（平成14年）12月1日のダイヤ改正までは宇都宮駅、郡山駅、福島駅の各駅にもそれぞれ1往復ずつ停車していた[注 6]。
- 2009年（平成21年）3月14日のダイヤ改正までは大宮駅を通過する列車も存在した。
- 災害発生時などに盛岡駅や仙台駅発着になる場合もあるほか[注 7]、繁忙期には東京駅発仙台駅行きのはやぶさの連結編成を「こまち」として分割運行したこともある。

### 使用車両・編成
E6系（Z編成）により運転されている。在来線区間も走行することから車体は通常の新幹線より幅が小さい。秋田新幹線開業から2014年3月まではE3系（0番台）も使用されていた。
座席は、2002年（平成14年）以降自由席は設定されておらず、全列車全席指定席で運行されている。なお、盛岡駅 - 秋田駅間の相互間では特定特急券で普通車の空いている席を利用できる。ただし、座席指定券を持っている乗客が来た場合は席を譲る必要があり、当然満席の場合には立席となる。
グリーン車は1両のみで、（東京駅 - 大曲駅間で）東京駅側の先頭車両となる11号車に連結されている。座席配置は1列あたり2+2の4席。フル規格の新幹線のグリーン席と違い横幅が狭いため、簡易スリッパとウェルカムドリンクが開業時から2015年3月まで提供されていた。
その他の車両は普通車であり、座席配置はグリーン車と同様に2+2の4席構成であるが、座席幅やシートピッチは異なる。
「こまち」は大曲駅の構造上、東京駅 - 大曲駅間と大曲駅 - 秋田駅間とで進行方向が変わるため、秋田駅発の「こまち」の座席は予め進行方向逆向きにセットされている。

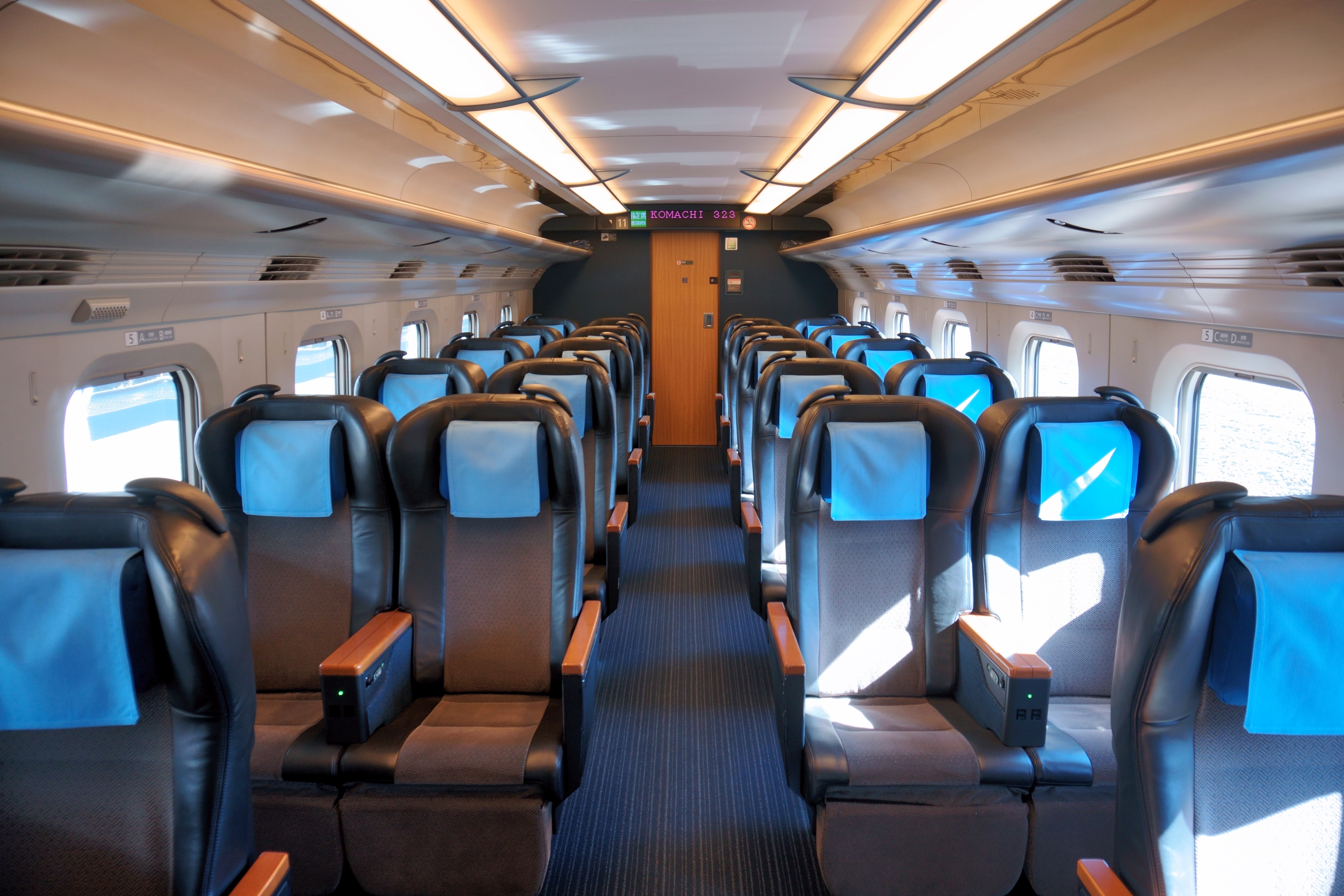
E6系グリーン車
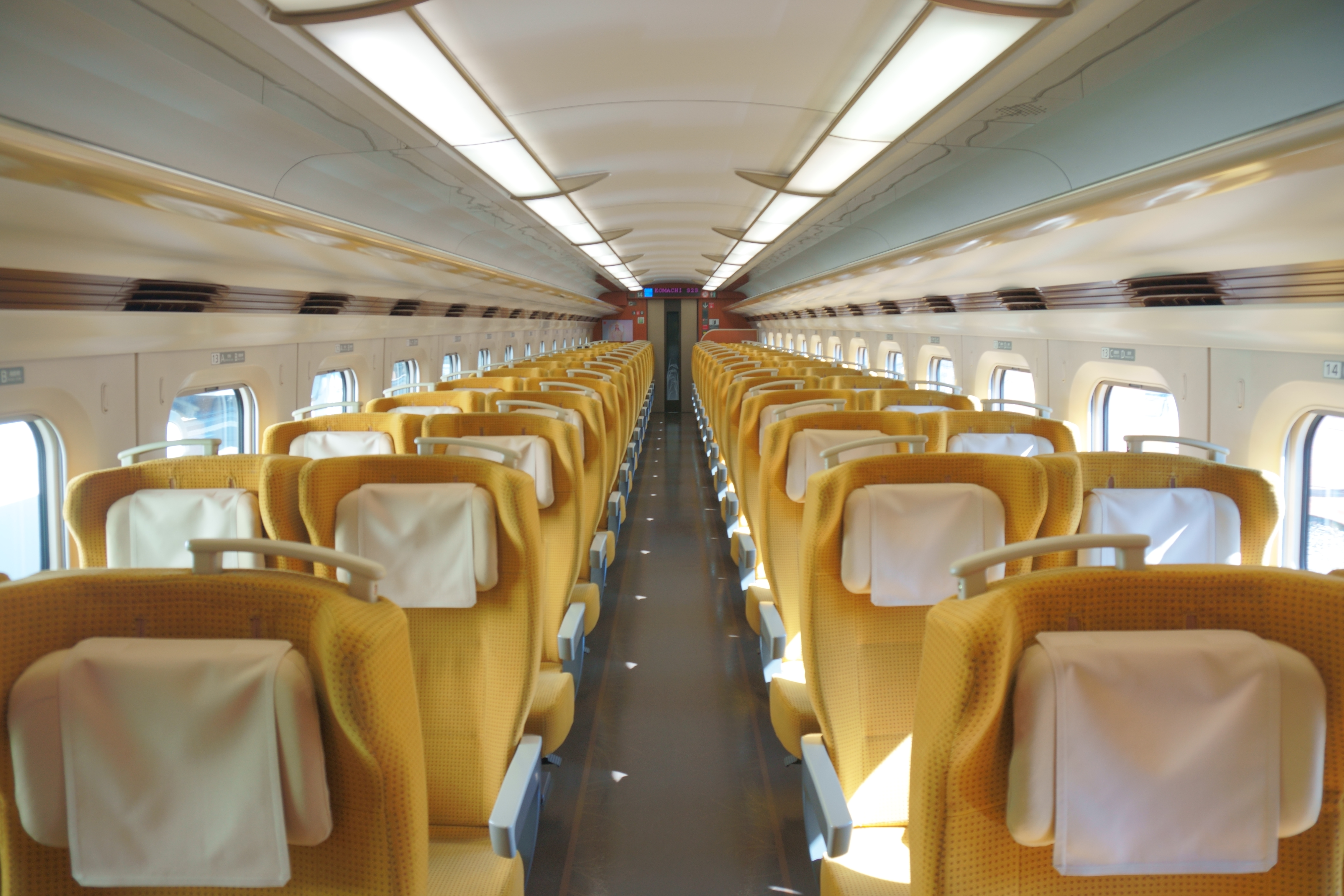
E6系普通車

#### 臨時列車
毎年8月最終土曜日に秋田県大仙市で行われる全国花火競技大会では多数の臨時列車が運転されている。このとき、定期列車では運転されていない大曲駅始発・終着の列車も運転されることがある。全国花火競技大会の際には、以下のように大曲駅を発着する運転が行われる。
- 秋田駅 - 大曲駅間
  - 停車駅は設定せず、通常の「こまち」と同様無停車となる。列車号数は2007年までは850 - 860番台が、2008年は350 - 360番台がつけられる[注 11]。
- 仙台駅・盛岡駅 - 大曲駅間
  - 列車号数は、2007年まで主に270番台が、2008年は盛岡止が360 - 370（下りの一部が310）番台、仙台行きが220番台をつけられることが多い。上りは、田沢湖駅・角館駅を通過する列車が多い。盛岡駅始発・終着列車については、新幹線ホームではなく地上の田沢湖線ホームを使用する。また、大曲駅を深夜に発車する列車は、角館駅・田沢湖駅を通過する。

- 秋田駅‐上野駅間
  - 2017年3月25日にE3系（0番台）による団体専用列車『秋田新幹線開業20周年記念号』が1往復運転され、R21編成が充当された[報道 4][5]。

### 特急料金
東北新幹線内では併結車両の「はやぶさ」と同様、大宮 - 盛岡間の乗車に対しては、その他列車に比べて最大520円の加算料金が設定されている。
なお秋田新幹線列車の併結車両が「はやぶさ」となる以前は加算料金の設定はなく、併結車両に加算料金のある「はやぶさ」、加算料金のない「はやて」が混在していた2013年3月16日から2014年3月15日の間は「こまち（旧）」が「はやて」に準じる従来の料金、「スーパーこまち」が「はやぶさ」に準じる加算料金が適用されていた。

## 沿革

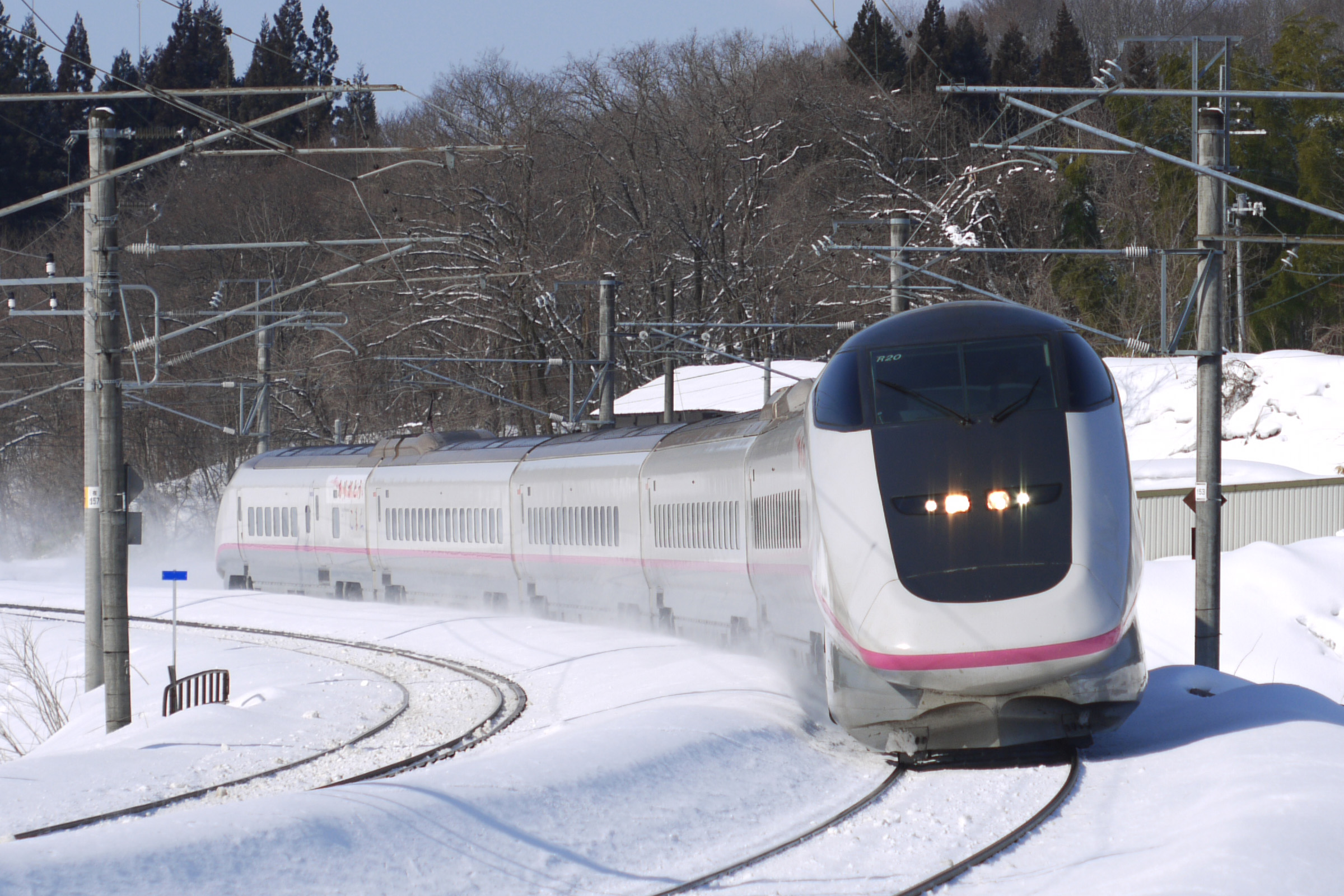
在来線区間を走行するE3系こまち 盛岡 - 秋田間

- 1997年（平成9年）3月22日：田沢湖線・奥羽本線盛岡駅 -  大曲駅 - 秋田駅間の改軌が完成し、秋田新幹線開業。「こまち」運転開始。
  - 当初の運行形態は、従来の特急「たざわ」のダイヤを踏襲した形で設定され、東京駅 - 秋田駅間13往復、仙台駅 - 秋田駅間に1往復とされた。また、東京駅・仙台駅 - 盛岡駅間で「やまびこ」と併結していた。
  - 当時は併結する「やまびこ」に最高速度240 km/hの200系を充当する列車があったため、3往復は盛岡駅ではなく仙台駅で分割併合を行ったが、「やまびこ」は仙台駅 - 盛岡駅間の各駅に停車する一方、「こまち」は仙台駅 - 盛岡駅間をノンストップで運転されたため、東京方面から盛岡までの客が「こまち」に集中し、混雑するという問題があった。また、これらの列車は郡山駅・福島駅に停車し、その一部は宇都宮駅にも停車していた。
- 1998年（平成10年）
  - 10月26日 - 12月7日：1両（14号車）増結し、順次6両編成化。この間、増結車両は自由席であった[報道 5]。
  - 12月8日：6両編成化が完了し、増結車両を指定席に変更。東京駅 - 秋田駅間に1往復増発[報道 6]。仙台駅での分割併合を廃止し、全列車東京駅 - 盛岡駅間「やまびこ」併結となる。
- 1999年（平成11年）12月4日：併結車両の「やまびこ」を全列車E2系に統一、宇都宮駅 - 盛岡駅間は最高速度275 km/h運転となる[報道 7]。
- 2000年（平成12年）12月31日：秋田駅 - 東京駅間の最終列車「こまち28号」は列車名を「ミレナリオこまち28号」に変更して運転。
- 2001年（平成13年）12月1日：それまで半室禁煙としていたグリーン車を全面禁煙化[報道 8][報道 9][6]。

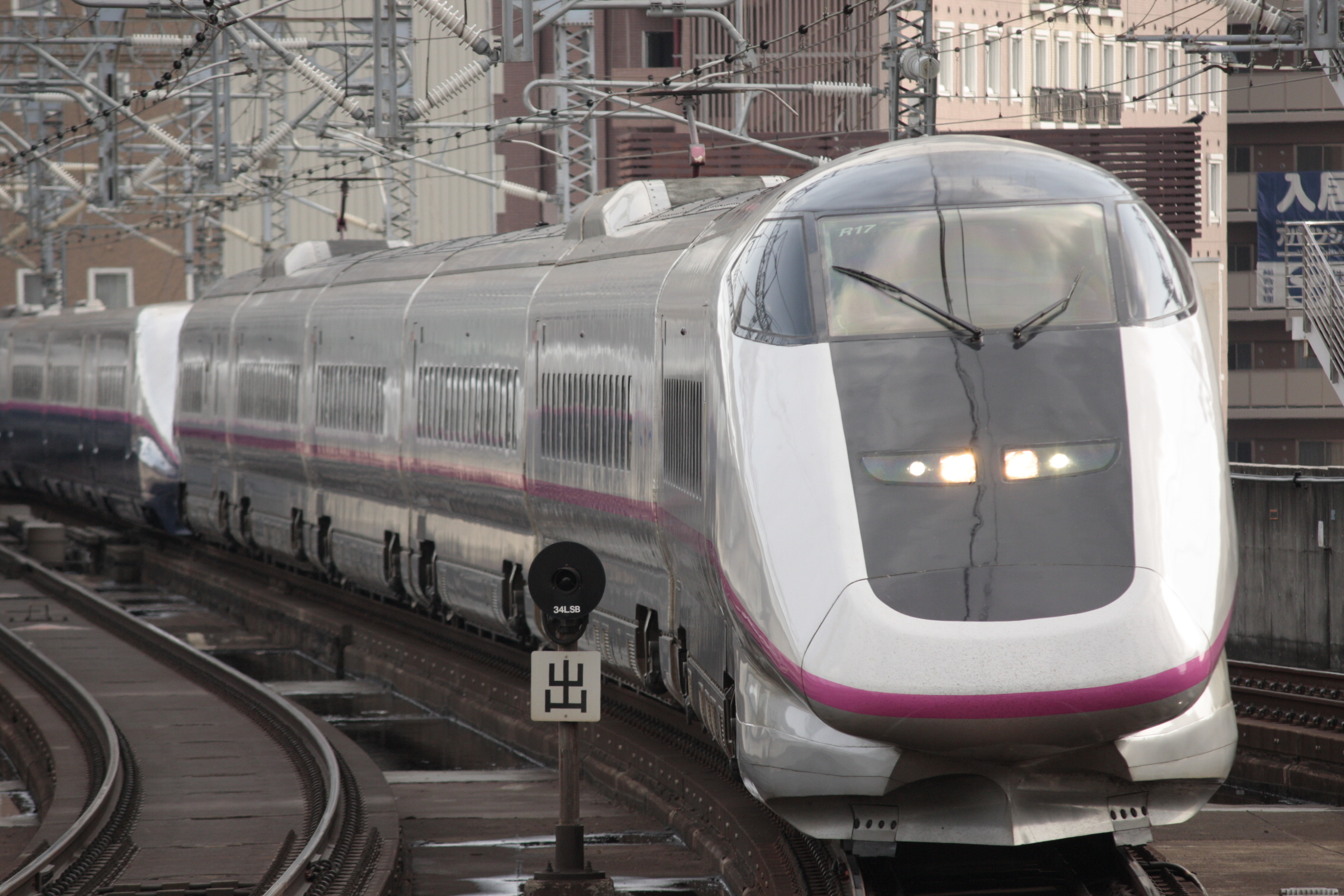
E2系「はやて」と連結するE3系「こまち」
- 2002年（平成14年）12月1日：東北新幹線盛岡駅 - 八戸駅間開業に伴い、以下のように変更[報道 10]。
  - 定期列車の東京駅 - 盛岡駅間の併結車両を新設の「はやて」に変更。ただし、臨時列車の場合には「やまびこ」との併結もあった。
  - 自由席が設定されなかった「はやて」に合わせ、2両あった自由席を廃止し全車座席指定席に変更[注 12]。
  - 宇都宮駅・郡山駅・福島駅の各駅にそれぞれ1往復ずつ停車していたが、併結列車を「はやて」に変更したことにより、定期列車はすべて通過。
- 2005年（平成17年）12月10日：臨時「やまびこ」併結列車を「はやて」との併結に変更し、1往復を定期列車に変更して増発[報道 11]。
- 2006年（平成18年）
  - 1月5日：大雪の影響で、終日運休する（秋田新幹線としては開業以来初めての終日運休）。
  - 2月10日：志度内信号場 - 田沢湖駅間の第四生保内川橋梁で、「こまち」3号が雪崩の雪に乗り上げ、以降の列車が運休し、翌日も除雪と安全確認のため、終日運休した。
- 2007年（平成19年）
  - 3月18日：全車両禁煙化。
  - 4月30日・5月6日：「こまち」26号が全国花火競技大会以外では初となる、大曲駅始発で運転（大曲発15:50 → 東京着19:36）
- 2008年（平成20年）3月31日：13号車に設置されていた列車内飲料自動販売機の営業を終了（撤去）。
- 2009年（平成21年）3月14日：「（はやて）・こまち」2号が大宮駅停車開始。これにより「こまち」は全列車が大宮駅停車になる。
- 2010年（平成22年）12月4日：ダイヤ改正により、定期列車の仙台駅における「はやて」との分割併合が廃止される。

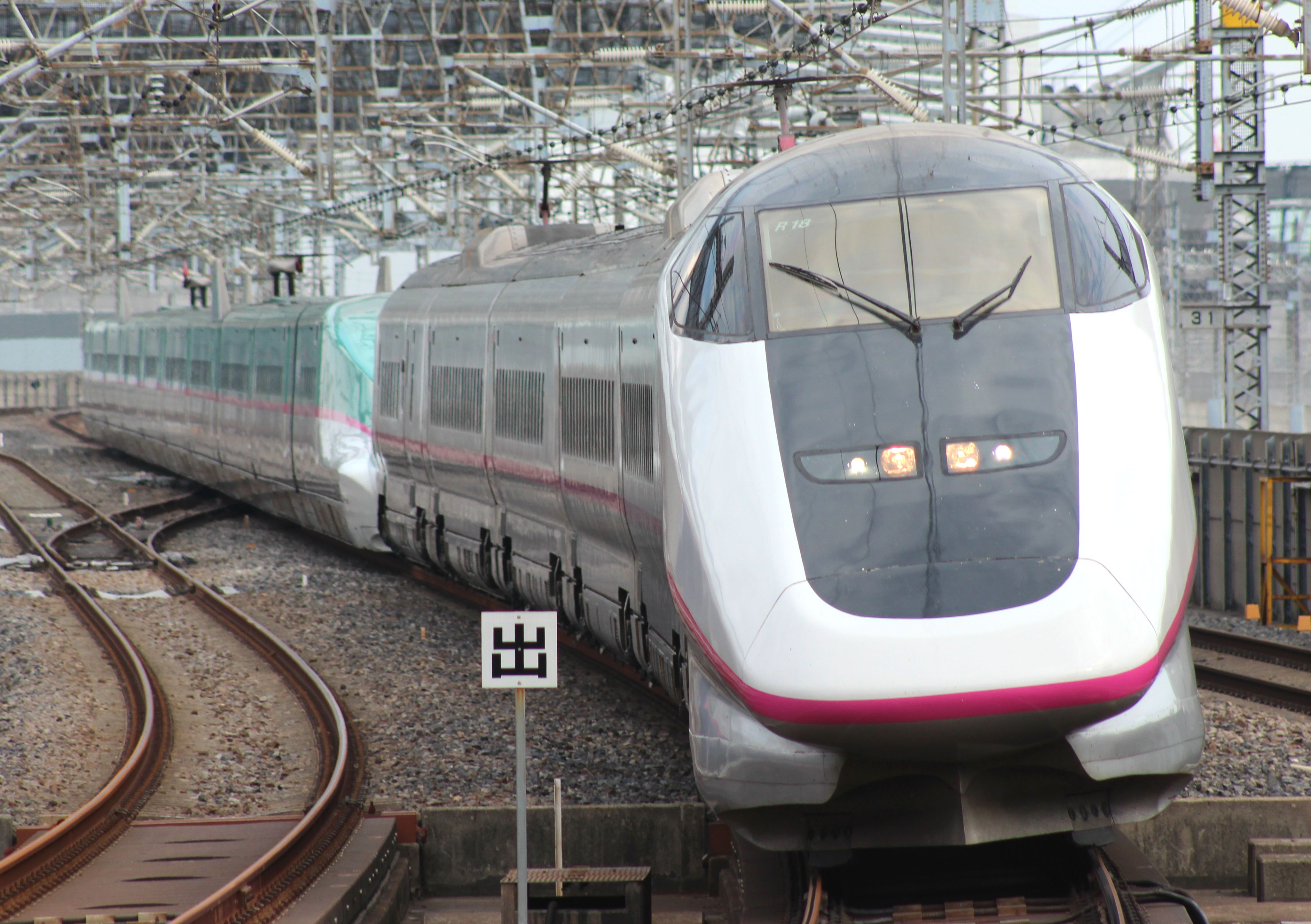
E5系「はやて」と連結するE3系「こまち」
- 2011年（平成23年）
  - 3月：東北地方太平洋沖地震（東日本大震災）の影響により、東京 - 盛岡間が運休。盛岡 - 秋田間において、普通車全車自由席（グリーン車は指定席）で運転。
  - 4月29日：東京 - 秋田間の全線で臨時ダイヤで運転再開。東京 - 秋田間13往復、仙台 - 秋田間1往復[報道 12]。
  - 11月19日：東北新幹線内の一部の併結車両がE5系になる[報道 13]。
- 2013年（平成25年）「スーパーこまち」の列車表示。

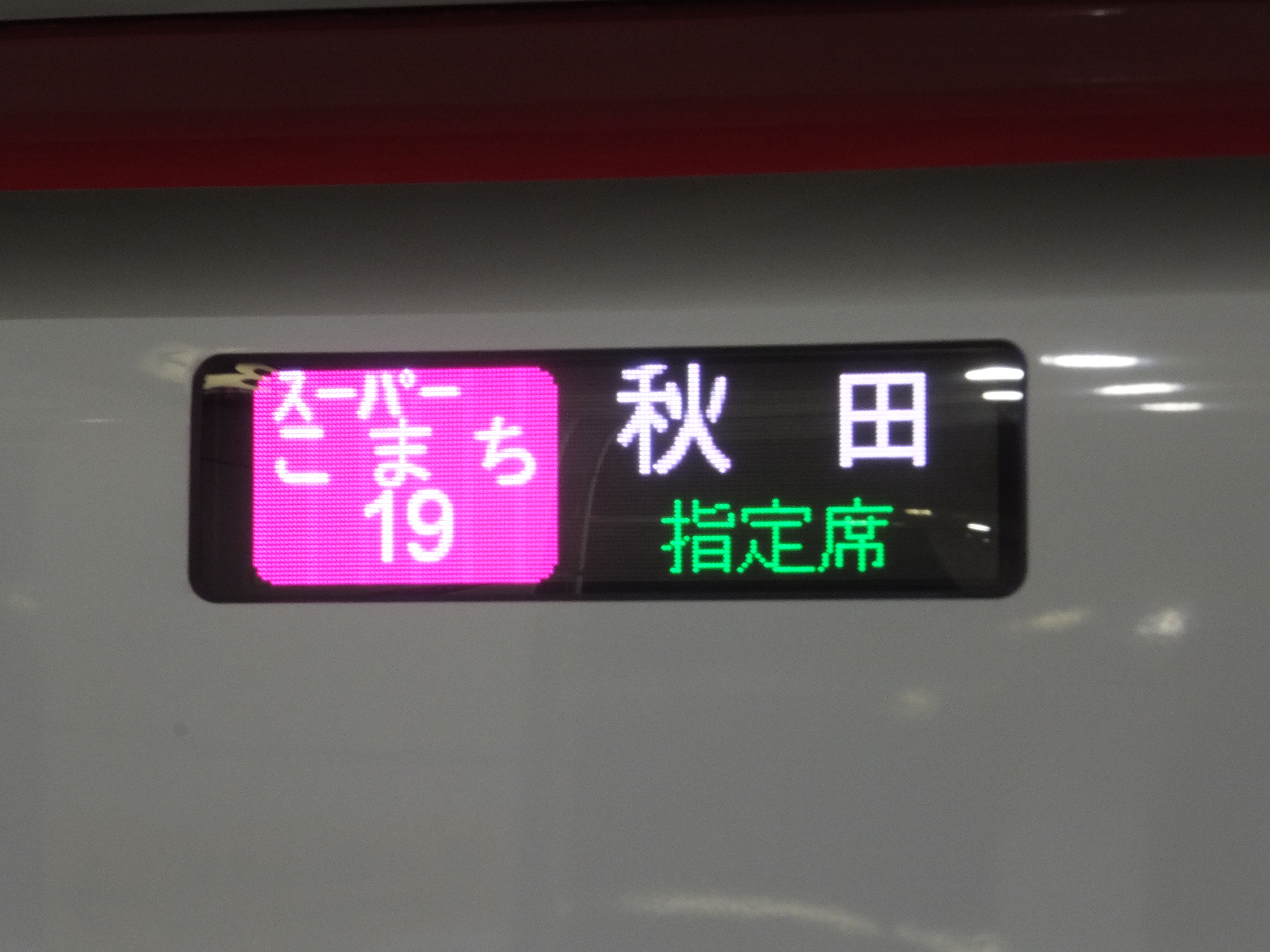
「スーパーこまち」の列車表示。

  - 3月2日：神宮寺駅 - 刈和野駅間で、下り「こまち25号」の先頭車両が脱線。乗客130名には負傷なし。この事故の影響で盛岡駅 - 秋田駅間で3日まで区間運休[新聞 1]。
  - 3月16日：ダイヤ改正によりE6系が営業運転を開始。「こまち」は以下のように変更[報道 1][報道 2]。
    - E6系を使用する4往復の愛称を「スーパーこまち」に変更。
    - 「スーパーこまち」は東京駅 - 盛岡駅間で併結する列車を「はやて」から「はやぶさ」に変更し、宇都宮駅 - 盛岡駅間の最高速度を300 km/hへ引き上げ。

  - 6月1日・15日：「こまち」2往復をE6系に置き換え。運行ダイヤ・愛称はそのまま[報道 14]。
  - 7月20日：「こまち」1往復をE6系に置き換え。この日をもってE3系量産先行車（R1編成）の定期運用を終了。秋田駅にてラストランのセレモニーが実施された。他にも、6月から8月にかけてE6系で運転する「こまち」を複数設定[報道 15]。
  - 9月28日：「こまち」3往復にE6系を投入し、「スーパーこまち」に変更。同時に東北新幹線内の併結車両をE5系に統一[報道 16]。
  - 11月15日・16日：「こまち」の一部をE6系に置き換え。以後も、2014年（平成26年）2月にかけて、順次E3系の運用をE6系に置き換え[報道 17]。
- 2014年（平成26年）3月15日：ダイヤ改正により、次の通りに変更[報道 3]。
  - 秋田新幹線全列車をE6系に置き換え、E3系の定期運用終了[注 13]。列車名を「こまち」に統一。
  - 東北新幹線区間の併結列車を「はやぶさ」に統一。宇都宮駅 - 盛岡駅間の最高速度を320 km/hへ引き上げ。
- 2015年（平成27年）3月14日：グリーンアテンダント・サービスを廃止[報道 18]。
- 2019年（平成31年）3月16日 : 盛岡駅 - 秋田駅間での車内販売の営業を廃止。東京駅 - 盛岡駅間での車内販売を、ソフトドリンクやアルコール類、菓子などに絞る[新聞 2][新聞 3]。
- 2020年（令和2年）
  - 4月8日：JR東日本が、新型コロナウイルス感染症（COVID-19）の感染拡大防止のため、同年4月9日 - 5月31日まで、車内販売を中止することを発表[報道 19]。
  - 4月27日：JR東日本が、新型コロナウイルス感染症（COVID-19）の感染拡大の影響により、同年5月28日以降の全列車の指定席発売を見合わせることを発表[報道 20]。
  - 5月8日：JR東日本が、新型コロナウイルス感染症（COVID-19）の感染拡大の影響により、同年5月28日以降に運転本数を削減することを発表[報道 21]。
  - 5月13日：JR東日本が、新型コロナウイルス感染症（COVID-19）の感染拡大の影響により以下の運転計画および措置の実施を発表。
    - 同年5月21日以降、同年5月28日以降の列車の指定席発売を再開[報道 22]。
    - 車内販売は同年6月1日以降、当面の間中止継続すると発表。
    - 利用客の減少に伴い、同年5月28日以降の定期列車の一部を運休し、臨時ダイヤによる運行を実施すると発表[報道 23]。

  - 5月19日：JR東日本が、同年5月21日以降の指定席発売を延期することを発表[報道 24]。
  - 5月22日：JR東日本が、国の緊急事態宣言が解除されたことを理由に、同年5月28日以降に計画していた臨時ダイヤによる運行の実施を取りやめ、定期列車の運行を継続することを発表[報道 25]。
- 2021年（令和3年）
  - 1月16日：JR東日本が、新型コロナウイルス感染症（COVID-19）の感染拡大防止のため、同日より当面の間、車内販売を中止することを発表[報道 26]。
  - 3月13日：ダイヤ改正により、次の通りに変更[報道 27]。
    - 上野駅 - 大宮駅間 （埼玉県内のみ） の最高速度を110 km/hから130 km/hに引き上げ、所要時間を短縮。
    - 「こまち」45号を上野駅の通過から停車に変更。これにより、上野駅通過は上り1本のみとなる。

  - 11月8日：JR東日本が利用客の減少に伴い、「こまち」2本（9・40号）の定期運転を取りやめ、「こまち」6号を全区間で単独運転に変更する。[JR東 1]。
- 2022年（令和4年）
  - 3月12日：ダイヤ改正で次の通りに変更
    - 「こまち」9・40号を全区間で臨時列車化（「こまち」9号と連結する「はやぶさ」9号も臨時列車化されたが、「はやぶさ」40号は引き続き定期列車として運転）。東京駅 - 秋田駅間の定期列車は14往復になる。
    - 「はやぶさ」6号が臨時列車化されたことに伴い、「こまち」6号が正式に東北新幹線を含め全区間単独運転となる。
    - グリーン車の料金を改定。
    - 「こまち」の特急料金を改定[報道 28][報道 29]。

  - 3月16日：深夜に発生した福島県沖地震の影響により、翌17日から東京駅 - 盛岡駅間を運休し、盛岡駅 - 秋田駅間7往復の臨時ダイヤで運行[新聞 4]、また開業25周年を控え予定されていた記念行事が中止された[新聞 5][新聞 6]。東北新幹線の復旧の進捗に合わせ、4月4日から仙台駅 - 秋田駅間で14往復の運行を再開した[新聞 7]。4月14日から東京駅 - 秋田駅全区間での運行を再開（13往復の臨時ダイヤ）、併せて秋田駅では延期されていた開業25周年記念の出発式が行われた[新聞 8]。5月13日から通常ダイヤによる東京駅 - 秋田駅間14往復に復帰している[新聞 9]。
- 2024年（平成6年）3月16日：ダイヤ改正で「こまち」9・40号を定期列車化[7]。東京駅 - 秋田駅間の定期列車は15往復になる。